# Brottning vid olympiska sommarspelen 1992
Brottningen hölls i Barcelona och var uppdelat i två discipliner; grekisk-romersk stil och fristil. Tävlingarna var endast öppna för män. 

## Medaljer

### Medaljsummering
| Plac. | Land      | Guld | Silver | Brons | Totalt antal medaljer |
| ----- | --------- | ---- | ------ | ----- | --------------------- |
| 1     | OSS       | 6    | 5      | 5     | 16                    |
| 2     | USA       | 3    | 3      | 2     | 8                     |
| 3     | Sydkorea  | 2    | 1      | 1     | 4                     |
| 4     | Kuba      | 2    | 0      | 3     | 5                     |
| 5     | Nordkorea | 2    | 0      | 1     | 3                     |
| 6     | Ungern    | 2    | 0      | 0     | 2                     |
| 7     | Turkiet   | 1    | 2      | 1     | 4                     |
| 8     | Tyskland  | 1    | 2      | 0     | 3                     |
| 9     | Norge     | 1    | 0      | 0     | 1                     |
| 10    | Polen     | 0    | 2      | 0     | 2                     |
| 11    | Iran      | 0    | 1      | 2     | 3                     |
| 12    | Bulgarien | 0    | 1      | 1     | 2                     |
| 12    | Sverige   | 0    | 1      | 1     | 2                     |
| 14    | Kanada    | 0    | 1      | 0     | 1                     |
| 14    | Italien   | 0    | 1      | 0     | 1                     |
| 16    | Kina      | 0    | 0      | 1     | 1                     |
| 16    | Japan     | 0    | 0      | 1     | 1                     |
| 16    | Rumänien  | 0    | 0      | 1     | 1                     |

## Medaljtabell

### Fristil, herrar
| Klass                     | Guld                       | Silver                      | Brons                         |
| Lätt flugvikt Detaljer... | Kim Il · Nordkorea         | Kim Jong-Shin · Sydkorea    | Vougar Oroudjov · OSS         |
| Flugvikt Detaljer...      | Li Hak-Son · Nordkorea     | Zeke Jones · USA            | Valentin Jordanov · Bulgarien |
| Bantamvikt Detaljer...    | Alejandro Puerto · Kuba    | Sergei Smal · OSS           | Kim Yong-Sik · Nordkorea      |
| Fjädervikt Detaljer...    | John Smith · USA           | Askari Mohammadian · Iran   | Lázaro Reinoso · Kuba         |
| Lättvikt Detaljer...      | Arsen Fadzayev · OSS       | Valentin Getzov · Bulgarien | Kosei Akaishi · Japan         |
| Weltervikt Detaljer...    | Park Jang-Soon · Sydkorea  | Kenny Monday · USA          | Amir Reza Khadem · Iran       |
| Mellanvikt Detaljer...    | Kevin Jackson · USA        | Elmadi Jabrailov · OSS      | Rasoul Khadem · Iran          |
| Lätt tungvikt Detaljer... | Makharbek Khadartsev · OSS | Kenan Şimşek · Turkiet      | Christopher Campbell · USA    |
| Tungvikt Detaljer...      | Leri Khabelov · OSS        | Heiko Balz · Tyskland       | Ali Kayalı · Turkiet          |
| Supertungvikt Detaljer... | Bruce Baumgartner · USA    | Jeffrey Thue · Kanada       | David Gobezhishvili · OSS     |

### Grekisk-romersk stil, herrar
| Klass                     | Guld                        | Silver                     | Brons                       |
| Lätt flugvikt Detaljer... | Oleg Kutscherenko · OSS     | Vincenzo Maenza · Italien  | Wilber Sánchez · Kuba       |
| Flugvikt Detaljer...      | Jon Rønningen · Norge       | Alfred Ter-Mkrtytjan · OSS | Min Kyung-Gab · Sydkorea    |
| Bantamvikt Detaljer...    | An Han-Bong · Sydkorea      | Rifat Yildiz · Tyskland    | Sheng Zetian · Kina         |
| Fjädervikt Detaljer...    | Mehmet Akif Pirim · Turkiet | Sergej Martynov · OSS      | Juan Marén · Kuba           |
| Lättvikt Detaljer...      | Attila Repka · Ungern       | Islam Dugusjiev · OSS      | Rodney Smith · USA          |
| Weltervikt Detaljer...    | Mnatsakan Iskandarjan · OSS | Józef Tracz · Polen        | Torbjörn Kornbakk · Sverige |
| Mellanvikt Detaljer...    | Péter Farkas · Ungern       | Piotr Stępień · Polen      | Daulet Turlychanov · OSS    |
| Lätt tungvikt Detaljer... | Maik Bullmann · Tyskland    | Hakkı Başar · Turkiet      | Gogi Koguasjvili · OSS      |
| Tungvikt Detaljer...      | Héctor Milián · Kuba        | Dennis Koslowski · USA     | Sergei Demjasjkevitj · OSS  |
| Supertungvikt Detaljer... | Aleksandr Karelin · OSS     | Tomas Johansson · Sverige  | Ioan Grigoraș · Rumänien    |